# Тангі-Чу
Тангі-Чу (рос. Танги-Чу) — село у Урус-Мартановському районі Чечні Російської Федерації.
Населення становить 3010 осіб (2019). Входить до складу муніципального утворення Тангі-Чуйське сільське поселення.

## Історія
Згідно із законом від 14 липня 2008 року органом місцевого самоврядування є Тангі-Чуйське сільське поселення.

## Населення
| 1990  | 2002  | 2010  | 2012  | 2013  | 2014  | 2015  |
| ----- | ----- | ----- | ----- | ----- | ----- | ----- |
| 1869  | ↗2253 | ↗2643 | ↗2704 | ↗2753 | ↗2810 | ↗2870 |
| 2016  | 2017  | 2018  | 2019  |       |       |       |
| ↗2901 | ↗2941 | ↗2980 | ↗3010 |       |       |       |